# Glacier de Pré de Bar
Le glacier de Pré de Bar est un glacier d'Italie dans le massif du Mont-Blanc, sur le versant valdôtain.

## Géographie
Il s'étend sur 340 hectares environ, sur 3,9 kilomètres de longueur, entre 3 750 et 2 150 mètres d'altitude, dans le haut du val Ferret, sur la commune de Courmayeur, jouxtant les frontières française et suisse. 
Il tient son nom de l'alpage à ses pieds dans le haut du val Ferret et où se trouve le refuge Elena ; le bivouac Cesare Fiorio se trouve au sud-est en rive gauche de sa langue terminale.
Il est entouré par de nombreux sommets dont :
- l'aiguille de Triolet (3 874 mètres) ;
- la pointe de Pré de Bar (3 659 mètres) ;

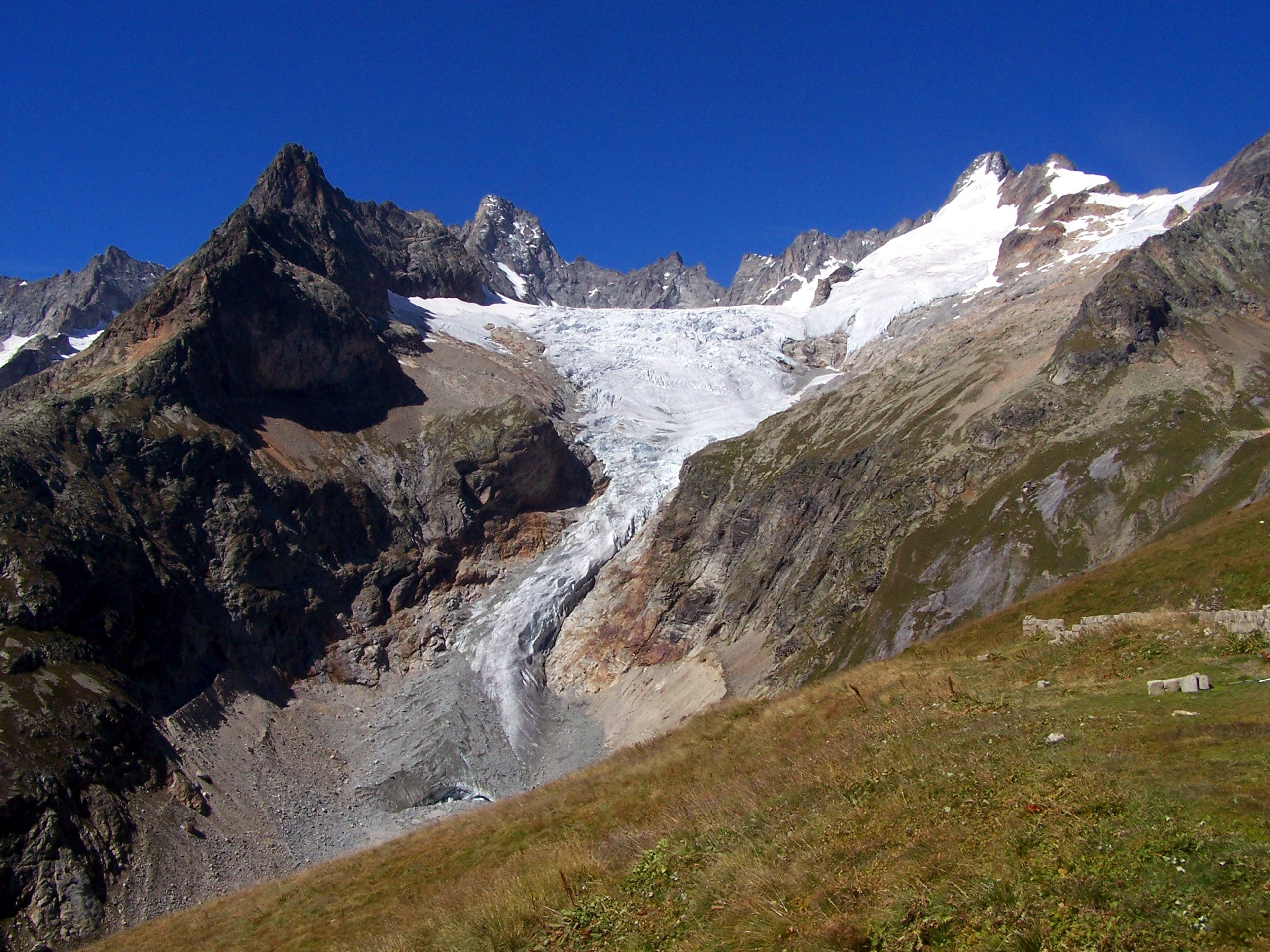
Vue en 2007 du glacier de Pré de Bar dominé par l'aiguille Rouge de Triolet et l'aiguille de Triolet (à gauche) et le mont Dolent (à droite) vus du Grand col Ferret au sud-est.

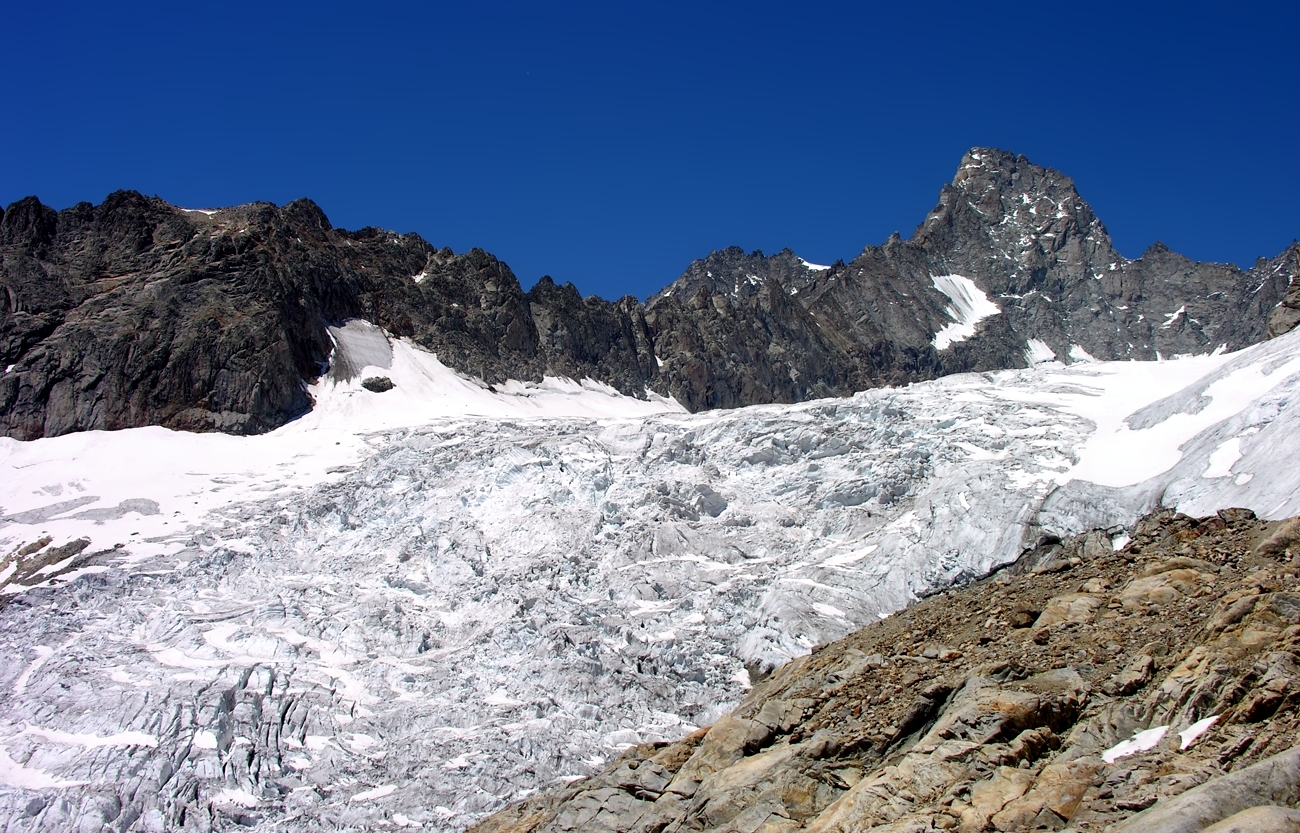
La partie médiane du glacier sous l'aiguille de Triolet.

- le mont Dolent (3 819 mètres) ;
- le mont Grépillon (3 576 mètres).